# Petrell petit de Santa Helena
El petrell petit de Santa Helena (Bulweria bifax) és un ocell extint de la família dels procel·làrids (Procellaridae) que criava a l'illa de Santa Helena.